# Куим
Куим — река в России, протекает в Республики Коми, правый приток Сысолы.
Куим берёт начало возле границы Койгородского и Сысольского районов. Течёт по лесистой, болотистой местности, первые 3 км — на юг по Койгородскому району, затем поворачивает на запад на территорию Сысольского района. Длина реки составляет 42 км. Имеет несколько притоков, крупнейший из которых имеет длину 15 км. Впадает в Сысолу в 202 км от её устья.

## Данные водного реестра
По данным государственного водного реестра России относится к Двинско-Печорскому бассейновому округу, водохозяйственный участок реки — Вычегда от истока до города Сыктывкар, речной подбассейн реки — Вычегда. Речной бассейн реки — Северная Двина.
Код объекта в государственном водном реестре — 03020200112103000019317.